# Mittlere Reife (2012)
Mittlere Reife ist ein Drama und ein Coming-of-Age-Film (Jugendfilm) des Regisseurs Martin Enlen aus dem Jahr 2012, in dem fünf junge Schüler aufgrund schlechter Leistungen einen Extraunterricht in Ethik absolvieren müssen, in dem ihre bisher verborgenen Talente zutage treten.

## Handlung
Nach anfänglichen Querelen mit ihrer älteren Kollegin, der erfahrenen Lehrerin Karin Scholz, muss die junge Referendarin Mechtild Bremer auf Anordnung des Rektors Seifert fünf bisher erfolglose Schüler beim Nachsitzen in der Schule überwachen.
Im dort erfolgenden Unterricht in Ethik und mit Bremers liberaler Einstellung zu den Schülern treten deren bisher ungeahnte Talente zutage. Die Schüler können sich zu Beginn gegenseitig nicht leiden, da jeder Einzelne von ihnen seine völlig andere Art und seinen eigenständigen Charakter zu haben scheint.
Aufgrund der neuartigen Unterrichtsmethode, die Bremer an den Tag legt, tauen ihre „Schützlinge“ jedoch auf: Der Aussiedlersohn, der bis dato dem Rotlichtmilieu zugeordnet wurde, entpuppt sich als feiner Kerl, der den dort beschäftigten Damen bei dem Schriftverkehr mit den zuständigen Behörden hilft. Der hyperaktive Sohn des Rektors, Tim, scheint ein Computergenie zu sein, die bisher als „dumm“ titulierte, blonde Schülerin Isabel ist universell hochbegabt. Selbst ein als Anarchist eingeordneter Schüler entpuppt sich als ein Zeichner mit großem Talent.

## Produktionsnotizen
Die Dreharbeiten begannen am 8. November 2011 und endeten am 14. Dezember desselben Jahres. Gedreht wurde in Frankfurt am Main und Umgebung. Dominik Diers unterstand die Produktionsleitung, Mareike Guth und Nadine Lang assistierten Philipp Timme bei der Hauptkamera. Die Steadicam führte Benjamin Treplin. Johannes Krieg war der Standfotograf; Su Proebster war für die Filmbauten verantwortlich.

## Erscheinungstermine
Mittlere Reife wurde am 1. Juli 2012 auf dem Filmfest in München erstmals gezeigt. Die Erstausstrahlung im Fernsehen war am 19. September 2012 in der ARD.

## Kritiken
Das Lexikon des internationalen Films meint, dass der Film zwar keine Patentrezepte biete, den Schwerpunkt jedoch deutlich auf mehr Schülerselbstbeteiligung, flache Hierarchien, neue Lehrinhalte und neue Unterrichtsmethoden lege.
Die Programmzeitschrift TV Spielfilm ist der Ansicht, dass der Film einen „Ruf der Veränderungen“ im Bildungssystem darstelle und zugleich einen Appell, den Schülern besser zuzuhören, ins Licht der Öffentlichkeit rücke. Der Film sei ein „[s]tark gespielter und wichtiger Denkanstoß“.
Kino.de bescheinigt den jugendlichen Darstellern unter Martin Enlens Führung herausragende schauspielerische Leistungen.